# ستنژنگتسا
ستنژنگتسا (به لهستانی:  Stężnica) یک روستا در لهستان است که در گمینا بالیگرود واقع شده‌است. ستنژنگتسا ۱۰۰ نفر جمعیت دارد.